# Жаугашты
Жаугашты (каз. Жауғашты) — село в Илийском районе Алматинской области Казахстана. Входит в состав Междуреченского сельского округа. Код КАТО — 196849300.

## Население
В 1999 году население села составляло 914 человек (413 мужчин и 501 женщина). По данным переписи 2009 года, в селе проживало 1006 человек (512 мужчин и 494 женщины).